# Burg Altluneberg
Die Burg Altluneberg ist der abgegangene Stammsitz der Ministerialenfamilie von Luneberg in dem Ortsteil Altluneberg der Einheitsgemeinde Schiffdorf im niedersächsischen Landkreis Cuxhaven.

## Geschichte
Die 1194 erstmals genannte Familie von Luneberg dienten als Ministeriale des Erzstifts Bremen. Die Familie besaß vier Burgen auf engem Raum um Altluneberg und Wehdel am linken Ufer der Grove. Die hohe Dichte der Burgen wird mit der Größe der Familie begründet, die ausreichend Burgsitze erforderte. Um 1550 zog die Familie nach Freschluneberg, wo sie 1641 im Mannesstamm ausstarb.
Die Burg wird ausdrücklich erstmals 1323 in einer Urkunde erwähnt, in der die Brüder von Luneberg sich in den Dienst des Herzogtums Braunschweig-Lüneburg stellten und diesem das Öffnungsrecht an ihrer Burg einräumten. 1386 eroberten das Erzstift und die Stadt Bremen die Burg in Altluneberg. Die Burg fiel an das Erzstift, die Familie erhielt sie aber vom Erzbischof zurück.
Unter den Erben der Herren von Luneberg, den Herren von Oldenburg, wurde die Burg aufgegeben und weiter westlich ein Gutshof errichtet, der nach dendrochronologischer Datierung aus dem 17. Jh. stammt.

## Vorgängerburg
200 m westlich der Burg ist noch der Hügel einer Motte mit einem Durchmesser von 34,70 m und einer jetzigen Höhe von noch 0,50 m vorhanden. 1965 wurden von dort Pfähle geborgen, die dendrochronologisch in die 1. Hälfte des 13. Jahrhunderts datiert werden konnten. Es ist somit möglich, dass diese Turmhügelburg den Vorgänger der Burg Altluneberg darstellt.

## Beschreibung
Da die Anlage nicht erhalten ist, können Angaben über ihre Gestalt nur anhand einer Karte aus dem Jahr 1789 und einem Güterregister von 1600 gemacht werden. Demnach gliederte sich die Burganlage in eine Oberburg, eine Vorburg, ein Vorwerk und eine Mühle. Nach der Karte lag die Burg auf einer Insel in einer möglicherweise künstlich angelegten Groveschleife, die einen Durchmesser von etwa 80 bis 100 m aufwies. Das Areal der Hauptburg besaß einen Durchmesser von etwa 30 m.